# 5 (álbum de Guillermo Dávila)
Guillermo Dávila 5 es el nombre del quinto álbum de estudio del cantante y actor de telenovelas Guillermo Dávila, Fue publicado por Sono-Rodven en 1988.

## Lista de canciones
1. Tu Corazón
2. Un Domingo Sin Dinero
3. Me Fascinas
4. Sin Pensarlo Dos Veces
5. Tonterías
6. Yo Sin Ti, Tú Sin Mí
7. Así, Así
8. Qué Será De Ti Y De Mí
9. Fabiola
10. Nadie Ocupa Tu Lugar

- Datos: Q5652683